# Газосветные лампы

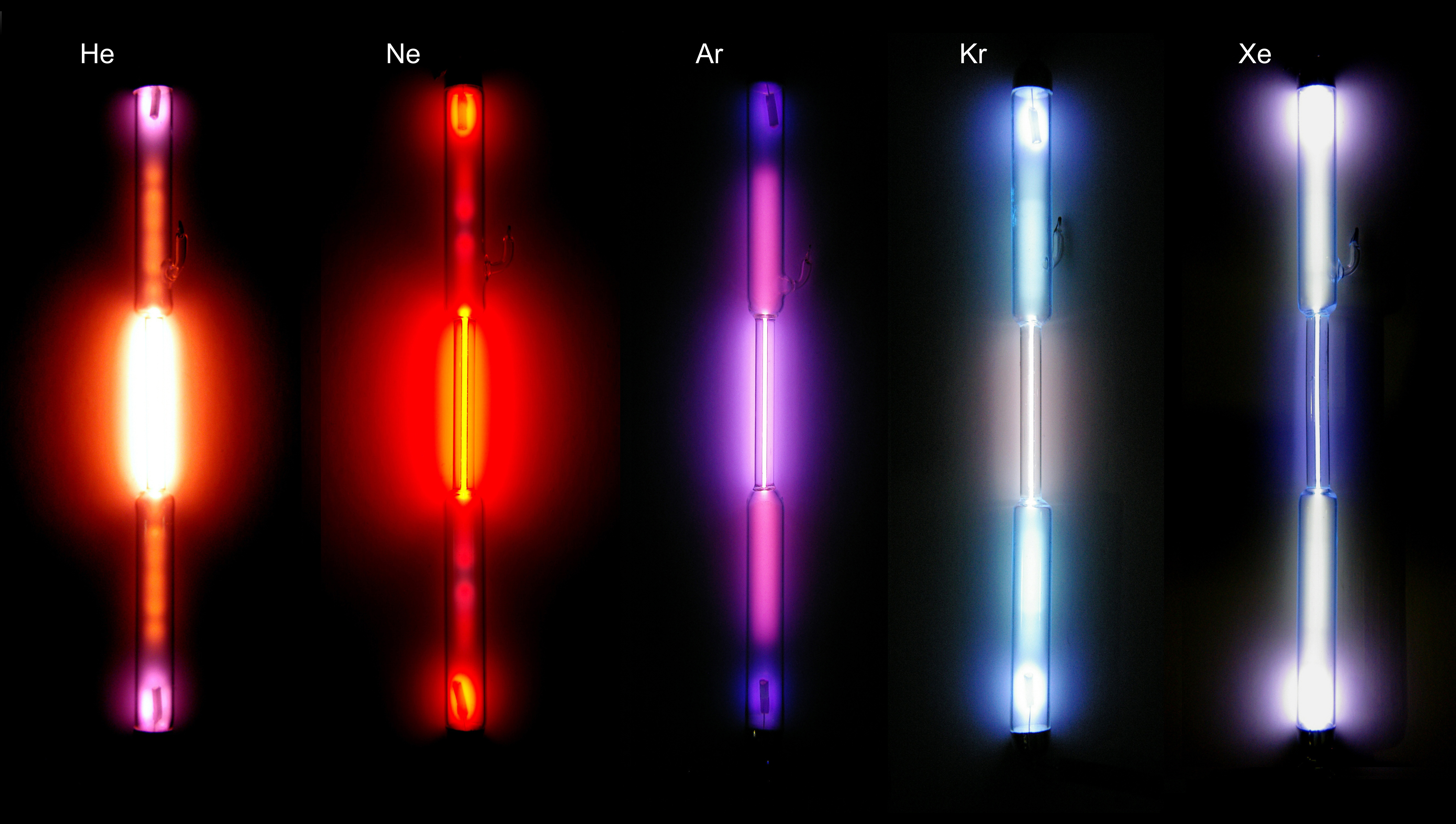
Газосветные лампы, наполненные различными газами

Газосветные лампы — газоразрядные лампы, которые излучают наружу свет (иногда и ультрафиолетовое излучение), возникающий при свечении самого газа. Этим они отличаются от люминесцентных ламп, в которых наружу излучается в основном свет, излучаемый люминофорным покрытием (при этом они практически не излучают ультрафиолет), и от электродосветных ламп, в которых светятся электроды, разогретые разрядом.
Газосветными лампами являются и ксеноновые электродуговые лампы, которые часто используются в кинопроекторах, и ртутные лампы сверхвысокого давления, применяемые в видеопроекторах, сюда же относятся и металлогалогеновые лампы, широко применяемые для уличного освещения, и неоновые лампы, чаще всего применяемые в качестве индикаторных или декоративных. Газосветные лампы часто используются и в качестве мощных источников ультрафиолетового излучения, например кварцевые лампы, бактерицидные лампы, ксеноновые и ртутно-ксеноновые, могут быть и безэлектронными, то есть индукционными. Срок службы индукционной лампы значительно больше, чем у классической электродной. Также, разновидностью газосветной лампы является серная лампа, и натриевая лампа.